# Златоплащ тамарин
Златоплащ тамарин (Saguinus tripartitus) е вид бозайник от семейство Остроноктести маймуни (Callitrichidae). Видът е почти застрашен от изчезване.

## Разпространение
Разпространен е в Еквадор и Перу.